# Biblioteka Publiczna Gminy Braniewo
Biblioteka Publiczna Gminy Braniewo – samorządowa instytucja kultury o charakterze publicznym działająca w powiecie braniewskim od 1950 roku.

## Historia
Biblioteka w gminie Braniewo została utworzona 2 maja 1950 roku pod nazwą Gminna Biblioteka Publiczna w Nowej Pasłęce z siedzibą w Braniewie. Pierwsza lokalizacja biblioteki znajdowała się przy ul. Kościuszki 116. Po kilku miesiącach przeniosła się do baraku za dzisiejszą apteką przy ul. Kościuszki 65, a później na ul. Fromborską 8, gdzie mieściła się w jednym lokalu z nowo powstałym oddziałem dla dzieci Powiatowej i Miejskiej Biblioteki w Braniewie. Od 1976 mieściła się w budynku Urzędu Gminy przy ul. Moniuszki 5.
Przez wiele lat – od 1963 do 1991 – biblioteką kierowała Helena Tyszkiewicz – energiczna bibliotekarka, poetka, pisarka, publicystka, animatorka kultury. Pod jej zarządem biblioteka znacznie się rozrosła, tworząc w wielu miejscowościach gminy punkty biblioteczne (łącznie w dziejach działalności biblioteki gminnej było ich 24–25 oraz dwie filie – w Lipowinie i Żelaznej Górze). Biblioteka stała się animatorem działalności kulturalnej. Przy bibliotece powstał amatorski ruch artystyczny, biblioteka organizowała cykliczne imprezy, jak przeglądy dziecięcych i młodzieżowych zespołów artystycznych czy wystawy twórczości. Zespoły artystyczne zajmowały zaliczące się miejsca i zdobywały wyróżnienia w przeglądach krajowych i wojewódzkich. Organizowano także plenery malarsko-rzeźbiarskie, a chlubą biblioteki stała się galeria malarstwa i rzeźb.
W 1994 roku biblioteka otrzymała imię Marii Zientary-Malewskiej – poetki, nauczycielki i działaczki warmińskiej. Związki biblioteki z poetką sięgały lat 60. Biblioteka wówczas nawiązała współpracę ze Stowarzyszeniem Kulturalnym „Pojezierze”. Rozmaici ludzie kultury przyjeżdżali na spotkania organizowane przez bibliotekę gminy Braniewo, lecz najczęściej – bo aż 41 razy – przyjeżdżała Maria Zientara-Malewska, docierając do czytelników skupionych w różnych punktach bibliotecznych, rozsianych po całej gminie Braniewo.
Uroczyste nadanie bibliotece imienia Marii Zientary-Malewskiej odbyło się 8 czerwca 1994 w sali konferencyjnej Urzędu Gminy w Braniewie.
Terenem działania Biblioteki jest Gmina Braniewo.
Według statutu z 29 czerwca 2023 biblioteka gminy Braniewo prowadzi ponadto swoją działalność w gminie w oparciu o punkty biblioteczne:
- Punkt Biblioteczny w Nowej Pasłęce,
- Punkt Biblioteczny w Bemowiźnie,
- Punkt Biblioteczny w Młotecznie,
- Punkt Biblioteczny w Rydzówce,
- Punkt Biblioteczny w Zgodzie,
- Punkt Biblioteczny w Podleśnym,
- Punkt Biblioteczny w Rogitach.

Od lutego 2018 w bibliotece w Lipowinie prowadzona jest Agencja Pocztowa. Od 2022 dyrektorem biblioteki pozostaje Joanna Jankowska.
27 maja 2025 Biblioteka Publiczna Gminy Braniewo zdobyła tytuł „Bibliotheca Bona” w konkursie na najlepszą Bibliotekę Województwa Warmińsko-Mazurskiego.